# برند گرسدورف
برند گرسدورف (انگلیسی: Bernd Gersdorff؛ زادهٔ ۱۸ نوامبر ۱۹۴۶) بازیکن فوتبال اهل آلمان است.
از باشگاه‌هایی که در آن بازی کرده‌است می‌توان به باشگاه فوتبال سن‌خوزه ارث‌کوئیکز، باشگاه فوتبال هرتابرلین، باشگاه فوتبال بایرن مونیخ، و باشگاه فوتبال آینتراخت برانشوایگ اشاره کرد.
وی همچنین در تیم‌های ملی فوتبال West Germany B national football team و آلمان بازی کرده‌است.